# Božidar Smiljanić
Božidar Smiljanić (20 de septiembre de 1936 – 7 de abril de 2018) fue un actor croata que apareció en más de 70 películas entre 1953 y 2018.
Su hijo es el popular actor Mitja Smiljanić.

## Filmografía
| Año  | Título                                | Personaje                 |
| ---- | ------------------------------------- | ------------------------- |
| 1953 | Sinji galeb                           | Pero                      |
| 1962 | Kozara                                | Njemac                    |
| 1969 | La batalla del río Neretva            | Surgeon                   |
| 1977 | Akcija Stadion                        | Ilegalac                  |
| 1979 | Novinar                               | Milan                     |
| 1979 | Zivi bili pa vidjeli                  | Klaric                    |
| 1985 | Horvatov izbor                        | Juraj Ratkovic            |
| 1985 | Transilvania 6-5000                   | Insp. Percek              |
| 1986 | La armadura de Dios                   | Conde Bannon              |
| 1987 | Doce del patíbulo 3: La misión mortal | Paul Verlaine             |
| 1987 | The Princess Academy                  | Tío Constantine           |
| 1987 | Los tesoros del mar de China          | Gobernador                |
| 1991 | Armour of God II: Operation Condor    | Conde Bannon              |
| 1991 | The Pope Must Die                     | Cardenal Spott            |
| 1995 | Gospa                                 | Padre Ivan                |
| 1997 | El pacificador                        | Ministro Zarko Preljevich |
| 1999 | Četverored                            | Satnik Petnjaric          |
| 2002 | Potonulo groblje                      |                           |
| 2003 | Milost mora                           |                           |
| 2004 | 100 minuta slave                      | Salonac Izidor            |
| 2005 | First Class Thieves                   | Državni Lopov             |
| 2005 | Ultimate Force                        | El Director               |
| 2011 | Missione di pace                      | Padre Sava                |
| 2012 | Ljudozder vegetarijanac               | Profesor Borovina         |
| 2013 | Eyjafjallajökull                      | Osman                     |
| 2014 | Supercondriaque                       | Le patron du kebab        |
| 2016 | Ustav Republike Hrvatske              | Hrvoje Kralj              |
| 2018 | Osmi povjerenik                       | Bonino                    |